# 2010-es szlovákiai parlamenti választás
A 2010-es szlovákiai parlamenti választások 2010. június 12-ére voltak kiírva Szlovákiában. A pártok március 12-ig regisztrálhatták magukat a választási listára. A választásokon 18 párt és 2401 képviselőjelölt indult.
A választásokon az eddigi kormánypárt, a Smer a szavazatok 34,8%-át szerezte meg, ennek ellenére nem ők alakíthattak kormányt, mivel addigi koalíciós partnerei meggyengültek: a Szlovák Nemzeti Párt támogatóinak több, mint felét elveszítve csak 5,07%-ot szerzett, a Néppárt – Demokratikus Szlovákiáért Mozgalom pedig kiesett a parlamentből, emiatt 2006 és 2010 között működő kormánykoalíció elvesztette többségét a törvényhozásban. Így a Szlovák Demokratikus és Keresztény Unió – Demokrata Párt, a Kereszténydemokrata Mozgalom, a Szabadság és Szolidaritás és a Most–Híd alakíthattak kormányt Iveta Radičová vezetésével július 8-án.

## A választásokon induló pártok
1. A Mi Szlovákiánk Néppárt
2. Szövetség Európa Nemzeteiért
3. Egység – Párt Szlovákiért
4. Európai Demokratikus Párt
5. Irány – Szociáldemokrácia (Smer-SD)
6. Kereszténydemokrata Mozgalom (KDH)
7. Magyar Koalíció Pártja (MKP)
8. Most–Híd
9. Néppárt – Demokratikus Szlovákiáért Mozgalom (HZDS)
10. Pali Búcsúpohara Vidám Politikai Párt
11. Roma Koalíció Pártja
12. Szabadság és Szolidaritás (SaS)
13. Szlovák Demokratikus Baloldal
14. Szlovák Dolgozók Szövetsége
15. Szlovák Demokratikus és Keresztény Unió – Demokrata Párt (SDKÚ)
16. Szlovák Kommunista Párt
17. Szlovák Nemzeti Párt (SNS)
18. Új Demokrácia

Az Egyszerű Emberek (OĽ) jelöltjei a Szabadság és Szolidaritás, a Polgári Konzervatív Párt (OKS) jelöltjei pedig a Most-Híd listáján szerepeltek.

## Kampány
Az Irány – Szociáldemokrácia miniszterelnöke, Robert Fico titokban azt jelentette ki, hogy nem lép újra koalícióra a radikális Szlovák Nemzeti Párttal. Főbb témát jelentett a kampány során, hogy egyes vélemények szerint Szlovákia túlvállalta magát Görögország euróövezetbeli megsegítésében, valamint a szlovákiai magyarok kettős állampolgárságának az ügye is vitát kavart. A Szlovák Nemzeti Párt cigányellenes plakátkampányt folytatott.

## Közvélemény-kutatási adatok
A közvélemény-kutatási adatok szerint az egyes pártok támogatottsága a kampány hónapjai alatt a következőképpen alakult(a parlamentbe jutáshoz szükséges küszöb 5%-os):
| Párt | Párt                                                     | 2010. január | 2010. február | 2010. március | 2010. április | 2010. május | 2010. május vége | 2010. június |
| ---- | -------------------------------------------------------- | ------------ | ------------- | ------------- | ------------- | ----------- | ---------------- | ------------ |
|      | Irány – Szociáldemokrácia                                | 41,4%        | 38,6%         | 38,4%         | 36,8%         | 35,3%       | 33,7%            | 29,5%        |
|      | Szlovák Demokratikus és Keresztény Unió – Demokrata Párt | 15,2%        | 11,3%         | 14,3%         | 13,6%         | 14%         | 15,5%            | 12,1%        |
|      | Kereszténydemokrata Mozgalom                             | 9%           | 9,6%          | 9,7%          | 8,6%          | 8,3%        | 10,3%            | 9,2%         |
|      | Szabadság és Szolidaritás                                | 5,1%         | 9,6%          | 8,6%          | 11,5%         | 13,3%       | 9,4%             | 12,4%        |
|      | Most–Híd                                                 | 5,2%         | 5,6%          | 6,9%          | 5,1%          | 5,6%        | 6%               | 6,5%         |
|      | Szlovák Nemzeti Párt                                     | 6,2%         | 6,2%          | 6,3%          | 8,6%          | 6,1%        | 5,2%             | 7,7%         |
|      | Néppárt – Demokratikus Szlovákiáért Mozgalom             | 6,5%         | 5,8%          | 5,4%          | 5,4%          | 5,1%        | 4,1%             | 5%           |
|      | Magyar Koalíció Pártja                                   | 5,6%         | 5,1%          | 5,2%          | 5,1%          | 5,9%        | 3,3%             | 5,2%         |
|      | Szlovák Demokratikus Baloldal                            | n/a          | n/a           | n/a           | n/a           | n/a         | 4%               | n/a          |

## Eredmények
A részvételi arány: 58,83%.
| Párt                                                     | Szavazatok | Szavazatok | Képviselők száma | Változás az előző parlamenthez képest |
| Párt                                                     | száma      | aránya (%) | Képviselők száma | Változás az előző parlamenthez képest |
| -------------------------------------------------------- | ---------- | ---------- | ---------------- | ------------------------------------- |
| Irány – Szociáldemokrácia                                | 880 111    | 34,79      | 62               | +12                                   |
| Szlovák Demokratikus és Keresztény Unió – Demokrata Párt | 390 042    | 15,42      | 28               | –3                                    |
| Szabadság és Szolidaritás                                | 307 287    | 12,14      | 22               | +22                                   |
| Kereszténydemokrata Mozgalom                             | 215 755    | 8,52       | 15               | +1                                    |
| Most-Híd                                                 | 205 538    | 8,12       | 14               | +14                                   |
| Szlovák Nemzeti Párt                                     | 128 490    | 5,07       | 9                | –11                                   |
| Magyar Koalíció Pártja                                   | 109 638    | 4,33       | –                | –20                                   |
| Néppárt – Demokratikus Szlovákiáért Mozgalom             | 109 480    | 4,32       | –                | –15                                   |
| Demokratikus Baloldal Pártja                             | 61 137     | 2,41       | –                | –                                     |
| A Mi Szlovákiánk Néppárt                                 | 33 724     | 1,33       | –                | –                                     |
| Szlovákia Kommunista Pártja                              | 21 104     | 0,83       | –                | –                                     |
| Egység – Egy Párt Szlovákiának                           | 17 741     | 0,70       | –                | –                                     |
| Pali Búcsúpohara Vidám Politikai Párt                    | 14 576     | 0,57       | –                | –                                     |
| Európai Demokrata Párt                                   | 10 332     | 0,40       | –                | –                                     |
| Új Demokrácia                                            | 7 962      | 0,31       | –                | –                                     |
| Roma Koalíció Pártja                                     | 6 947      | 0,27       | –                | –                                     |
| Szlovákiai Munkásszövetség                               | 6 196      | 0,24       | –                | –                                     |
| AZEN Szövetség a Nemzetek Európájáért                    | 3 325      | 0,13       | –                | –                                     |
| Összesen                                                 | 2 303 139  | 100        | 150              | 0                                     |

## Politikai következmények
Csáky Pál, a Magyar Koalíció Pártja elnöke és az egész pártelnökség benyújtotta lemondását.
A Smer egyértelmű győzelme ellenére nem Robert Fico alakíthatott kormányt, ugyanis a mandátumok 71:79 arányban oszlanak meg a parlamentben a jobbközép pártok (SDKÚ, SaS, KDH, MOST-Híd) javára, tehát viszonylag kényelmes többséget értek el a parlamentben. Ennek ellenére Ivan Gašparovič mégis a győztes párt listavezetőjét kérte fel kormányalakításra. Az ellenzéki pártok vezetői azonban bejelentették, hogy nem kívánnak Ficóval koalíciót kötni, viszont egymással már megkezdték a háttértárgyalásokat egy esetleges jobbközép koalíciós kormányról. A 2010. július 8-án megalakult kormány vezetője Iveta Radičová lett.
Az OĽ-nek és az OKS-nek is 4-4 képviselője került be a parlamentbe más párt listáján. Mivel a listaállító pártok a kormánykoalícióban is tagok voltak, a kormány működésében valójában közvetve kettővel több párt vett részt.